# Par Ohmsford
Par Ohmsford è un personaggio fittizio del romanzo fantasy Gli eredi di Shannara di Terry Brooks.
È il figlio di Mirianna e Jaralan Ohmsford; vive con loro ed il fratello Coll a Valle d'Ombra e ha il potere della canzone magica, quella capace di creare delle illusioni, come il suo antenato diretto Jair. Par ha un'ostinata dedizione alla storia della sua famiglia, e con il fratello Coll si impegna a narrarla alle genti dei domini periferici della Federazione utilizzando il potere della canzone magica per evocare immagini di altri tempi e di luoghi lontani. Tuttavia, i due fratelli furono notati da Rimmer Dall e dai suoi seguaci che avevano il compito di arrestare chiunque praticasse le arti magiche. Fortunatamente, riuscirono a scappare e lungo il percorso incontrarono il vecchio Cogline. Egli svelò che i sogni che Par aveva avuto qualche tempo prima erano stati inviati da Allanon, e che lui, sua cugina Wren Elessedil, e suo zio Walker Boh dovevano recarsi immediatamente al Perno dell'Ade.
Gli verrà affidato il compito di recuperare la Spada di Shannara per usarla contro gli Ombrati. Inizialmente dubiterà della sua autenticità e ne I talismani di Shannara sarà sul punto di credere alla menzogne di Rimmer Dall, il Primo Cercatore, ma alla fine, grazie al fratello e agli altri eredi di Shannara, capirà la verità, distruggendo Rimmer Dall e allontanando il male degli Ombrati dalle Quattro Terre.
A seguito della sconfitta della Federazione, lui, suo fratello, e il suo amore Damson costruirono una locanda a Varfleet, dove avrebbero fornito del buon cibo, bevande e, naturalmente, le storie del passato. Molti anni dopo, la linea di sangue di Par si sarebbe concretizzata in altri due padroni della canzone magica: Grianne Ohmsford e Bek Ohmsford.